# Teddy (musikalbum)
Teddy är ett studioalbum från 1998 av den svenske popartisten Orup.

## Låtlista
1. "Teddy"
2. "Trummor och gitarr""
3. "Om jag inte får dig"
4. "Du kom, du såg, du segrade"
5. "Låt mig äga dig"
6. "Romeo & Julia"
7. "Vad ser nån som du hos en sån som jag?"
8. "Inte komma tillbaks"
9. "Jag kan förstå"
10. "Jag kommer över dig"

## Medverkande
- Orup - sång, klaviatur, gitarr, bas
- Ulf Lindström - klaviatur, gitarr, bas, programmering
- Johan Ekhé - klaviatur, flygel, bas, programmering
- Britta Bergström, Henrik Rongedal - körsång
- Stockholms nya kammarorkester - stråkar
- Goran Kajfeš - trumpet
- Per "Ruskträsk" Johansson - saxofon
- Lars Halapi, Mattias Torell, Janne Lundqvist - gitarr
- Niklas Gabrielsson - trummor, slagverk

## Listplaceringar
| Lista (1998) | Position |
| ------------ | -------- |
| Sverige      | 5        |

### Fotnoter
1. ↑  Teddy Arkiverad 19 augusti 2010 hämtat från the Wayback Machine. på www.orup.se. Läst den 8 november 2010.
2. ↑  Teddy på Svensk mediedatabas. Läst den 8 november 2010.
3. ↑  Listplacering